# Sili Bank
Sili Bank là một công ty có trụ sở tại Bắc Triều Tiên. Công ty này cung cấp dịch vụ email ở cả Trung Quốc và Triều Tiên bằng cách duy trì các máy chủ chuyên dụng chạy Windows Server 2003 ở cả hai quốc gia. Được thành lập vào ngày 12 tháng 9 năm 2001, Sili Bank còn được gọi là Korea 626 Shenyang Co. là một tổ chức tài chính có trụ sở tại Chilbosan/Qibaoshan Hotel (tiếng Trung: 七宝山饭店) ở Bắc Triều Tiên.

## Từ nguyên
Tên sili  (tiếng Trung: 實利) có nghĩa là "lợi nhuận thực sự" trong cả tiếng Trung và tiếng Triều Tiên.

### Dịch vụ
Vào năm 2001, ban đầu nó chỉ giới hạn cho những người muốn trao đổi e-mail với các công ty thương mại hoặc cơ quan chính phủ. Kể từ ngày 10 tháng 5 năm 2003, phí gửi e-mail đến Triều Tiên từ nước ngoài, là 0,1 euro cho mỗi kilobyte tới tối đa 40 kilobyte và 0,02 euro cho mỗi kilobyte bổ sung trong mỗi lần truyền e-mail. Mức phí tối thiểu cho mỗi e-mail là 1 euro (đối với e-mail có kích thước lên đến 10 kilobyte). Trước tiên, khách hàng phải đăng ký trước khoản thanh toán của Sili Bank để sử dụng trong khoảng thời gian ước tính là ba tháng cho quản trị viên web Li Mingchun (tiếng Trung: 李明春). Sili Bank chỉ cho phép chuyển tiếp e-mail giữa những người đã đăng ký dịch vụ.

### Bắc Triều Tiên
Kể từ ngày 8 tháng 10 năm 2001, nhà cung cấp webmail bắt đầu cung cấp dịch vụ chuyển tiếp thư điện tử hạn chế đến và đi từ Bắc Triều Tiên, nơi truy cập Internet bị hạn chế. Cùng với Chesin.com, star-co.net.kp, Sili Bank dường như là một trong ba cổng e-mail đến Cộng hòa Dân chủ Nhân dân Triều Tiên.